# 666 (szám)
A 666 (római számmal: DCLXVI) egy természetes szám, háromszögszám, az első 36 pozitív egész szám összege; az első 7 prímszám négyzetének összege; palindromszám.
A szám a Bibliában is megjelenik, mint a fenevad száma.

## A szám a matematikában
A tízes számrendszerbeli 666-os a kettes számrendszerben 1010011010, a nyolcas számrendszerben 1232, a tizenhatos számrendszerben 29A alakban írható fel.
A 666 páros szám, összetett szám, kanonikus alakban a 21 · 32 · 371 szorzattal, normálalakban a 6,66 · 102 szorzattal írható fel. Tizenkettő osztója van a természetes számok halmazán, ezek növekvő sorrendben: 1, 2, 3, 6, 9, 18, 37, 74, 111, 222, 333 és 666.
A 666 négyzete 443 556, köbe 295 408 296, négyzetgyöke 25,80698, köbgyöke 8,73289, reciproka 0,0015015. A 666 egység sugarú kör kerülete 4184,60141 egység, területe 1 393 472,271 területegység; a 666 egység sugarú gömb térfogata 1 237 403 376,7 térfogategység.
A 666 helyen az Euler-függvény helyettesítési értéke 216, a Möbius-függvényé 0, a Mertens-függvényé −12.

## A szám mint jelkép, kód

### A Bibliában
A 666-os szám a Bibliában többször kerül megemlítésre, ezek közül egyszer mint a „Fenevad” jele vagy száma.
János így ír a Jelenések könyve nevű látomásaiban a hamis prófétáról, aki az Antikrisztust hatalomra segíti:
„És kényszerít mindenkit, jelentékteleneket/kisembereket és nagyokat/tekintélyeseket, gazdagokat és szegényeket, szabadokat és szolgákat jobb kezükön vagy homlokukon bélyeggel megjelöltessen; és hogy senki se vehessen vagy adhasson, csak az, akin bélyegként rajta van a bestia/fenevad neve vagy nevének a száma. Itt bölcsesség szükségeltetik; akinek értelme van számolja ki a bestia/fenevad számát! Mert ez egy embernek a száma: és az ő száma hatszázhatvanhat.”
A latin és a héber nyelvben, valamint az újszövetségi görög nyelvben nincsenek számjegyek, ezeknek a szerepét a betűk használatával jelzik. Ha egy név azon betűit összeadjuk, amelyeknek számértéke van, egy végeredményt kapunk.

#### Értelmezései
A modern értelmezés szerint a Jelenésekben a 666-os számmal ábrázolt antikrisztus az a személy vagy megszemélyesített lény, aki Krisztus tanításai ellen tevékenykedik.
Egyes magyarázatok a „Fenevadat” a Vatikán lényegével vagy a pápák személyével azonosítják, amely magyarázatot a pápai tiara feliratával és az egyház mindenkori tevékenységével támasztják alá. A pápai tiara felirata ugyanis „Isten fiának helytartójára” utal, ami latinul így írandó: VICARIVS FILII DEI. Az említett értelmezés szerint, ha a felirat azon betűit, amelyeket római számként olvashatunk, összeadjuk, az eredmény éppen 666 lesz. (Ezt könnyen ellenőrizhetjük: V+I+C+I+V+I+L+I+I+D+I=666)
Azonban van egy nagy gond ezzel az érvvel. Egyrészről ez a felirat egyik pápai tiarán sincs rajta. Néhány hetednapi adventista jött elő ezzel az állítással még a 19. század végén, és azt bizonygatták, hogy két állítólagos (névtelen, vö. a fenti 2. és 5. pontot) tanú látta ezt a feliratot XVI. Gergelynél (1831–1846), amint az ezzel a felirattal ellátott tiarát hordja az egyik pápai Szentmisén, illetve egy fotó is létezik erről.
Ezzel szemben a pápák sohasem hordtak tiarát szentmisén, illetve mint kiderült a fotó egy hamisítvány (de még így sem lehet igazán kivenni belőle semmit).[forrás?] A másik meg az, hogy az 1800-as évektől hordott összes tiara közszemlére van téve a Vatikáni Múzeumban. Összesen két tiarán van felirat, de az sem "Vicarius Filii Dei", hanem "CHRISTI VICARIO – IN TERRA – REGUM". De ennek a betűértéke 214.
Más magyarázatok szerint a „Fenevad” az ökumenizmus ill. a globalizmus jelenségére utal – mely olyan „belakott Földet” jelent, amelyből az „egyházak összessége” lett; újszövetségi görög írásmóddal írva OIKOYMENA –, melynek számértéke szintén 666.

### A számmisztikában
A numerológiai értelmezés szintén a vallásra vezeti vissza a 666-os szám magyarázatát. Eszerint a 6-os az ember és a föld száma (Isten a hatodik napon teremtette az embert), a három 6-os a Szentháromság ellentéteként a hiábavaló földi, emberi gondolkodást jeleníti meg (ellentétben a 777-tel, amely a Szentháromság száma, így a tökéletességet ábrázolja).
Más megközelítésben pedig a szénatom 6 protonjára, 6 neutronjára és 6 elektronjára utal a 666 szám.

### A kultúrában
Számos történelmi alakról sütötték[forrás?] már ki, hogy ő maga a Fenevad, többek között pl. II. János Pál pápáról, vagy akár Néró császárról. Nérónak ugyan kissé manipulálni kellett a nevét, mert a betűk héber számértéke szerinti számoláshoz csak a „Nero Cesar” felelt meg, márpedig ebben a formában sosem írták a császár nevét. Tolsztoj Háború és béke című művében a Napóleon életére törő Pierre Bezuhov számolja ki ügyes trükkel, hogy a francia császár szintén maga a Fenevad.
Az Iron Maiden zenekarnak 1982-ben jelent meg The Number of the Beast című stúdióalbuma. Maga a címadó dal a jelenések könyvéből vett idézettel indul:
„Woe to You Oh Earth and Sea
for the Devil sends the beast with wrath
because he knows the time is short
Let him who hath understanding
reckon the number of the beast
for it is a human number
its number is six hundred and sixty six.”
Magyarországon a 666 a Pokolgép nevű rock/metalegyüttes egyik dalának címe.